# Pont Kaoh Kong
Le pont Kaoh Kong est un pont routier construit au dessus de la rivière Kaoh Pao au Cambodge, dans la province de Koh Kong, près de la frontière thaïe ; c'est le lieu de passage obligé entre les deux pays par la côte. Il a été inauguré en avril 2002,.
Ses 1 900 mètres en font le plus long pont du Cambodge.

## Fonction
Il relie la capitale de la province de Khemarak Phoumin (Kaoh Kong, parfois dénommé Koh Kong City) à Pyam, près de la frontière thaïlandaise ; 
Il constitue une partie importante de la route nationale 48 (NR 48), reliant la province de Koh Kong à la capitale Phnom Penh. Dans un schéma plus large de transport international, la construction de ce pont a aussi finalisé l'axe de transport terrestre, reliant la Thaïlande au Vietnam.

## Construction, exploitation, gestion
Le pont de Koh Kong est doté d'un trottoir de chaque côté (non protégé du trafic) et de deux rangées de lampadaires, sans dispositifs protégeant le cours d'eau de la pollution lumineuse.
Il a été construit par le Groupe LYP, l'une des plus grandes entreprises cambodgienne de construction, consortium et détenue par le magnat local et sénateur de l'État Ly Yong Phat.
Le groupe LYP était initialement censé exploiter le pont pendant 30 ans, dans le cadre de l'accord de construction passé avec l'État cambodgien, mais l'État a finalement acheté le pont au Magnat Ly Yong Phat (en octobre 2017), rendant sa traversée est gratuite depuis lors,.

### Vidéographie
- (en) [vidéo] Ofilm Production, « Tourisms: Bridge and Ly Yong Phat Road ( Phnom Penh, Cambodia) », sur YouTube, 5 novembre 2017 (consulté le 24 octobre 2021).